# Осман I
Осман Гази (тур. Osman Gazi, Osman Bey, Osman Han, Osman Alp; 1259. — 9. август 1326), понекад преведено и као Отоман, био је вођа османских Турака, оснивач Османске династије и новонасталог Османског царства (тада познатог као Османски Беглук или Емират) које је по њему и добило име. Држава, која је била само мала кнежевина током Османовог живота, преовладаће као светска империја вековима после његове смрти. Постојала је све до уклањања султаната 1922. године, и алтернативног проглашења Републике Турске и укидања калифата 1924. године.
Због недостатка историјских извора који потичу из његовог живота, врло мало чињеница и информација се зна о њему. Ни један писани извор не потиче из доба Османове владавине. Османлије нису знали историју Османовог живота све до 15. века, више од стотину година после његове смрти. Због тога је велики изазов за историчаре да направе разлику између чињеница и мита о његовом животу. Један историчар је отишао чак тако далеко да је описао период Османовог живота као "црну рупу".
Према османској традицији, Османови преци су били потомци племена Каји из групе Огуз Турака. Међутим, многи учењаци раних Османлија то сматрају каснијом измишљотином која је имала за циљ да ојача династички легитимитет. Османска кнежевина је била само једна од многих Анадолских беговина који су се појавили у другој половини 13. века. Још током Османовог живота, Османска кнежевина је често улазила у сукобе са Византијским царством, које ће касније његови потомци потпуно освојити.

## Име
Неки историчари тврде да је Османово изворно име било турско, вероватно Атман или Атаман, и да је тек касније промењено у "Осман", које је арапског порекла. Најранији византијски извори, укључујући Османовог савременика Ђорђа Пахимера, његово име пишу као Ατουμάν (Атоуман) или Ατμάν (Атман). Осман је можда касније у свом животу усвојио престижније муслиманско име.
Арапски учењаци попут Шихаба ал-Умарија и Ибн Халдуна користили су име Осман, док га је Ибн Батута, који је посетио регију током владавине Орхана I, назвао Османчик. Суфикс -чик (или -чук), указује на деминутив у турском језику, па је због тога био познат под именом Османчик, што значи „Осман Мали“, како би се направила разлика између њега и трећег калифа „Османа Великог“.

## Историјска позадина
Већина извора се слаже да су Турци Османлије припадали турском клану Каји Огуз, који је, према османским традицијама, побегао из родне домовине у средњој Азији, током раног 13. века, због инвазије Монгола. Клан се настанио у Анадолији, у региону који је припадао Селџучком султанату Рум.
Други извори тврде да се Каји клан преселио у Анадолију два века раније од претходно поменутог датума, заједно са Селџуцима, када су око 1040. године отишли у Курасан да би живели у близини града Мерва. Затим се Каји клан преселио према источној Анадолији након 1071. године, где се раселио заједно са осталим турским клановима. Касније су се укључили у војску султана Кајкубада I и борили против Хуразмијанаца, Монгола и Византинаца, који су нападали и пљачкали селџучке земље. 
Према неколико извора, ратници Каји племена били су познати по испуњавању првих редова у биткама, а њихове борбене вештине и храброст били су међу главним факторима у којима су Селџуци победили у многим биткама. Ова чињеница подстакла је султана Кајкубада да именује Ертугрула, емира клана, за мокадама (поручника) и да награди Кајије са плодним земљама у близини Анкаре, где су се настанили и неколико година остали у служби султана.
Касније је Ертугрул добио власт над градом Согут у северозападној Анадолији на византијској граници. Такође је стекао титулу Уч бејлик или Уч бег. Давање ове титуле било је у складу са традицијом Селџучког султаната, који награђује сваког поглавара клана који се уздигне на власт и којем се придружује низ мањих кланова. Међутим, Ертугрул је имао далекосежне политичке амбиције. Настојао је да се прошири изван земаља које су му биле награђене. Тако је почео да упада у византијске поседе у име султана, успешно освајајући неколико градова и села, и полако проширујући своју власт током половине века који је провео као гувернер Селџука. Ертугрул је умро у старости од око 90 година.

## Османова владавина
Осман је рођен 1258. године, мада се у неким изворима помиње и 1259. година. О његовом раном животу се мало зна, с обзиром да постоје различите приче и традиције. Једна традиција каже да је његов отац, Ертугрул, водио турско племе Каји западно од централне Азије у Анадолији, бежећи од Монгола. Османова мајка се звала Халиме Хатун. Ертугрул је обећао верност и оданост Иконијском султану Алеадину Кајкубаду I, који му је дао дозволу да успостави Беглук и прошири га ако би хтео, на рачун суседних византијских провинција.

### Почетак владавине
Ова локација је била повољна, јер је богата Византија почела да слаби на Западу, док су на Истоку, муслиманске снаге под Турцима Селџуцима поделили и оместили у лице немилосрдним Монголима. Багдад је био избачен од Хулагу Клана 1258. године, отприлике када је Осман рођен. Године 1251, Ертугрул је освојио Никеју (Византија) град Тебашион, који је преименовао у Согут, који је исто и постао прва престоница Османске државе, а и такође место где се Осман родио.
Осман је постао бег (вођа) свог племена Каји након очеве смрти (1280/81). До тог времена, плаћеници су крали вредне ствари ослабљене Византије, а већина њих су се борили против њих, како би наметнули ислам преко православља. Поред тога, сурови Монголи су наставили да врше масакрирање у мањим земљама, те је већина муслиманског становништва била приморана да бежи ка Османовој територији, чиме су његови утицај и моћ расли. Од тих људи, многи су били Гази ратници, тј. "правоверни борци за ислам", њихов циљ је био да оснују моћну државу како би Монголе и Византинце потиснули у "други план". Под јаким и способним вођством Османа, ти ратници су брзо показали своју завидну снагу, а темељи царства тј. државе су брзо постављени. 
После Ертугрулове смрти, његов син Осман је обновио пријатељске односе да појединим истакнутим хришћанима, у првом реду са намесником града Билеџика. Овај му је дозвољавао да код њега остави сво покућство када би кренуо на летња станишта. Осман му је за узврат поклањао тепихе, сир и јагњад. Међутим, други хришћански владари као на пример намесник Ајнегела, нису имали поверење у Османа, и често су улазили у сукобе. Услед окршаја, било је жртава са обе стране, а живот је изгубио Османов синовац Бај Хоџа, син Сару Бату Савџија. Намесник града Караџахисара и његов брат Каланоз су се такође убрајали у Османове непријатеље. Током једног напада, погинуо је Сару Бату Савџи, Османов брат.

### Проширивање територије
Осман је изгледа пратио стратегију да повећа своју територију на рачун Византије, избегавајући сукобе са својим турским (муслиманским) суседима. Његови први походи су виђени кроз пролазе који воде од голих подручја северне Фригије код модерног Ескисехира у вишим плодним равницама Битиније. Према историчару Станфорду Шаву, сви ови успеси су постигнути против локалних византијских племића, од којих су већина били поражени у борби, док су неки чак прешли и на његову страну као нпр. његов касније најбољи пријатељ, Козе Михаило, који је чак примио ислам и добио име Абдулах Гази.
Сазнавши да је Осман запао у тешкоће и да је емир Гермијана непријатељски расположен према њему, селџучки султан је лично дошао у област Караџахисар, да казни хришћане. Али султан је морао одмах да се врати, јер су Монголи напали град Ерегли (Хераклају у Кападокији). Осман је сам однео победу, те је послао свог синовца Актимура, сина Османовог брата Гундуза, да пренесе добру вест султану, који му је као награду послао заставу и поклоне.
Чим је заузео град, Осман је почео да организује своју државу. Куће које су напустили хришћани дао је људима који су дошли из емирата Гермијана, претворио је цркве у џамије и увео муслиманску молитву. Коначно, изградио је трг привлачан и за становнике Билеџика, града смештеног на територији Византије.
Осман је одржавао веома добре и пријатељске односе са хришћанином по имену Козе Михаило (Михаило Ћосави), заповедником Харманкаје. Како наводи хроника, Осман је присуствовао Михаиловом венчању, а заједно су ишли и у ратне походе. Њихови коњички походи су их довели све до града Гојника и Таракли Јениџесија, на месту где се завија река Сакарија. Да би прешли реку, за водича су узели извесног Самса чавуша који је са својим братом Силемишом живео у тој области, у добрим односима са хришћанима. Осман и Михаило су грабили све што им је долазило под руку, али нису одводили заробљенике: једини циљ им је био да покоре становништво.

### Битка код Бафеона
Битка код Бафеона вођена је 27. јула 1302. године између османске војске под Османом I са једне и Византијског царства под командом Ђорђа Музалона са друге стране. Битка је део Византијско-османских ратова, а завршена је победом Османлија.
Османлије су под Османом I упадали на територије Византије током последње две деценије 13. века. Због тога византијски цар Михаило IX организује поход на Османлије у пролеће 1302. године. Осман је избегавао отворену борбу и вештим маневрима изоловао Михаилову војску у Магнезији. Тако је Михаилов поход осуђен на неуспех, па је он одлучио да се врати у Цариград. 
Како би осујетио напад Османлија на Михаилову војску, његов отац Андроник шаље на Османлије одред од 2000 људи под командом Ђорђа Музалона. Осман сакупља војску од 5000 људи и напада византијску војску код Бафеона. Византијска војска је разбијена, а остатак се повукао назад на византијску територију.

### Покушај византијско-монголске конвергенције
После победе код Бафеона, Осман је поделио освојене земље међу својим сродницима и вођама војске, успостављајући исламску хегемонију и завршавајући византијску еру у својим новим областима. Ескишехир је дао свом брату Гундуз бегу, Карачахисар сину Орхану, Јархисар Хасану Алпу, а Инегол Тургут Алпу. До тада је цар Андроник II осетио притисак османске експанзије. Цар је у страху посматрао како се демографске промене убрзано дешавају у Анадолији и одлучио је да то заустави. Ипак, будући да је недавно поражен, Андроник није могао да се суочи са Османлијама у отвореној бици. На Балкану су се такође водили сукоби. Андроник није имао другог избора него да покуша да склопи савез са Монголима у Персији, који су контролисали централну и источну Анадолију. Да би то постигао, цар је послао писмо Илкхан Махмуд Газану нудећи му породично зближавање кроз брак и успостављање савеза између обе империје.
У то време, Монголи су пролазили кроз период високе напетости са Мамелуцима у Египту и Сирији, што је преплавило односе са Византинцима, посебно пошто се Газан припремао за још један поход на Дамаск и Палестину након његове прве инвазије 1299., у којем су масовно масакрирани многи цивили и где је мамелучка војска претрпела масовни пораз у бици код Вади ал-Казнадар код Химса. Сами Мамелуци су се припремали за предстојећи рат са Монголима с циљем да оперу срамоту свог претходног пораза. Као резултат тога, 20. априла 1303., Монголи и Мамелуци борили су се у жестокој бици на периферији Дамаска, познатој као Битка код Шакаба, у којој су Мамелуци победили. Овај разорни пораз имао је тежак данак за Газана и чини се да је још више допринео погоршању његовог здравља, све док није умро у Казвину у недељу 17. маја 1304. Ово је елиминисало сваку наду у византијско-монголски савез и омогућило Османлијама да наставе са својим освајањима.

### Византијско-каталанска алијанса
После Газанове смрти, византијски цар био је принуђен да тражи друга решења за проблем османске експанзије. Тако је унајмио чету каталонских плаћеника коју је водио Руђер де Флор. Плаћеници су постали незапослени након потписивања мира између Круне Арагона и француске династије Анжувина 1302. године. Чета је стигла у Цариград у јануару 1303., где их је примио сам цар, а затим су плаћеници били смештени у округу Блашерне. Цар је уговорио венчање Руђера де Флора са својом нећакињом, 15-годишњом принцезом Маријом Асенином, ћерком бугарског цара Јована Асена III и Ирене Палеологине. Де Флор је именован за заповедника царских снага и обећано му је четворомесечно плаћање за њега и његове људе.
Каталонци су убрзо прешли у Малу Азију и борили се против Карасида и Гермијанијада изборивши брзу победу. После су решили да нападну поморске провинције Османлија и преселили су се у град Филаделфију који је опсео Осман, који је претрпео пораз од Каталонаца и био приморан да повуче опсаду и да се повуче. 
Ова победа је доказала да је Византија успела да прикупи довољне војне и финансијске снаге, била би у стању да елиминише османску силу у настајању, али није имала ни једно ни друго. Недуго затим, Каталонци су напустили борбу са муслиманима и усмерили пажњу ка самим Византинцима. Разлог за то је био што је локално становништво Магнезије одрубило главу каталонском гарнизону и украло његово благо, што је разбеснело Руђера де Флора и натерало га да крене ка том граду намеравајући да се освети. Византинци су били ужаснути нападима плаћеника и постали су заокупљени одбраном. Руђер де Флор је убрзо убијен по наредби царевог сина Михаила IX, који је недисциплину каталонских плаћеника доживљавао као све већу опасност, као и становнике Цариграда, који су устали против Каталонаца и побили многе од њих. Једном када је вест стигла до главне каталонске снаге у Галипољу, они су кренули да убијају све локалне Византинце. Убрзо након тога, Византинци и Каталонци ратовали су једни с другима, уступајући место Осману да настави са својим освајањима.

### Освајање Јенишехира и околине
Осигуравајући своје северне границе досежући Црно и Мраморно море, Осман је усмерио пажњу ка јужним границама свог бејлика. Тако је напао византијске градове, села и тврђаве које су окруживале град Јенишехир спремајући се да га освоји. Напао је град Јенишехир, узео га је с лакоћом и претворио у свој привремени главни град након што је ојачао његову одбрану. Убрзо након тога, Осман је почео да напада преостале византијске градове, када су освојили неколико тврђава, укључујући Лефке, Акхисар, Кочхисар, Јеничехисар, Мармарачик и Копрухисар. Заправо, циљ освајања поменутих утврда било је наметање сигурносног појаса око Јенишехира, тако га је Осман окружио низом предњих тврђава како би одбранио било какве инвазије.

### Освајање Бурсе
С Јенисехиром у рукама, Осман је усредсредио своје напоре на изоловане велике градове почев од Бурсе, несвестан да ће ово бити његова последња битка. Наредио је да се започне градња две тврђаве која надгледају и окружују град, а затим, када је градња завршена, Осман је утврде обезбедио великим гарнизонима. То је омогућило његовим људима да пооштре блокаду и спрече било какве одредбе да дођу до Бурсе. Османска опсада трајала је између шест и девет година, због чињенице да Османлије нису имали опсадне моторе и никада раније нису заузели велики утврђени град.
Током дуге опсаде, Осман и неки од његових војних заповедника освојили су мање византијске тврђаве у околини бејлика, у којима је неколико текфура признало Османов суверенитет, и постали међу његовим поданицима, а неки од њих су у том процесу прихватили ислам. Убрзо након тога, Осман је почео да пати од гихта и више није могао да прати своје људе ни у каквим походима нити да буде сведок опсаде Бурсе, па је поверио сину Орхану да изврши овај главни задатак, док се пензионисао у својој престоници. Орхан је наставио опсаду без икаквих борби, али је наставио да изолује Бурсу од околних тврђава, освајајући Мудану да прекине везу града са морем. Такође је заузео град Праенетос на јужној обали Измита, променивши име у Карамурсел, по муслиманском вођи који га је узео "Карамурсел бег". Последња утврда која је пала био је Бејче, који се сматрао кључем Бурсе и преименован је у Орханели.
Орхан је појачавао блокаду око Бурсе све док њен гарнизон није пао у очај. Убрзо је византијски цар схватио да је пад града у муслиманске руке неизбежан, па је донео тешку одлуку наредивши свом гувернеру да евакуише град. Орхан је ушао у Бурсу 6. априла 1326., у Бурсу, а њени људи нису били подвргнути никаквој штети након што су признали османски суверенитет и обавезали се да ће платити џизију. Сароз, вођа гарнизона, предао се Орхану и обећао верност његовом оцу Осману. Такође је прешао у ислам и добио је титулу „бег“ из поштовања према његовој храбрости и стрпљењу током дуге опсаде. Према неким изворима, Осман је умро непосредно пре пада града, док други сугеришу да је живео довољно дуго да чује о победи на самрти.

## Последњи тестамент
У усмеравању сина Орхана да настави административну политику Шеика Едебалија, Осман је пред смрт нагласио: 
| „ | Сине! Буди пажљив о верским питањима пре било чега. У верским прописима се треба изградити јака држава. Не дај верске дужности безбрижним, слабим, грешним, равнодушним и неискусним људима. А такође не остављај ни државне управе таквим људима. Јер онај са страхом од Бога Створитеља, нема страх од створеног. Онај ко почини велики грех и настави да буде грешан не може бити одан. Научници, виртуозни људи, уметници и књижевни људи су моћ државне структуре. Њих третирај са љубазношћу и части. Изгради близак однос са богатом особом која своје богатство дели са сиромашном особом... тиме ће се увести ред политичке и верске дужности. Узми поуку од мене, пошто сам дошао на овом месту као слаб вођа и добио сам помоћ од Бога, иако нисам заслужио. Ти следи твој пут и заштити Мухамедову веру и његове вернике, а такође и своје следбенике. Мораш поштовати право Бога и својих слугу. Не устручавај се да саветујеш своје наследнике на овакав начин. Моли Бога да ти помогне у поштовању, правди и искрености, како би уклонио непоштовање, неправду и лаж. | ” |

## Османов сан
Осман Гази је ценио мишљење уваженог шеика Едабалија, кога је веома поштовао. Осман је често посећивао Едабалија у његовој кући у Ескишеру, где се група Османових ратника састала. 
Једне ноћи, када је Осман легао да спава, имао је један сан. Видео је сунце, а одједном из земље је нарасло огромно дрво, а поред дрвета биле су и веома лепе руже. После овога, Осман је покушао да протумачи свој сан, али није могао, па је отишао код Шеика Едабалија и питао га шта његов сан значи. 
После краћег ћутања, Едабали му је одговорио:
| „ | Честитам Османе, моја ћерка ће постати твоја жена, а гране на дрвету ког си сањао, представљају твоје будуће потомке, који ће бранити и штитити Исламски свет. | ” |

## Османов мач
Османов мач је био важан мач Османског царства који се користио на церемонији приликом ступања на власти сваког новог султана. Пракса је почела када је Осман проглашен за Хана, и опасан од стране ментора и свекра шеика Едебалија тим мачем. Данас се мач чува у Истанбулу, највероватније у палати Ибрахим-паше, која је данас музеј.

## Личност
Османска историографија приказује Османа као полусвету личност.
Чињеница да је племе Каји постало познато под именом Осман, сугерише да је племе постало моћно због његовог изврсног вођства. Оријенталиста Р. Рахманалијев пише да је Османова историјска улога племенског вође, који је уживао огроман успех у уједињењу свог народа око себе.
Активности и личност Османа као оснивача државе и династије изузетно цене историчари и прошлости и садашњости. По њему су названи држава и династија владара. Становништво државе звало се Османлије до почетка 20. века, односно до пропасти Османског царства. Историчар Ф. Успенски примећује да се Осман није ослањао само на силу, већ и на лукавост. Историчар и писац Лорд Кинрос пише да је Осман био мудар, стрпљив владар, којег су људи искрено поштовали и били спремни да му верно служе. Имао је природни осећај супериорности, али никада није тежио да се афирмише помоћу моћи, и зато су га поштовали не само они који су били једнаки по положају, већ и они који су на бојном пољу или мудрости премашивали његове способности. Осман у свом народу није побудио осећај ривалства - само оданост. Херберт Гибонс је веровао да је Осман „довољно велик да експлоатише маестралне људе“.
Према Џемалу Кафадару, Осман је за Османлије био исто као Ромул за Римљане.

## Смрт
Осман је умро 9. августа 1326. године у Бурси, своје наследство оставио је најстаријем сину Орхану, коме је рекао да буде праведан и милостив. Сахрањен је такође у Бурси. 
Према изворима који кажу да је Осман дочекао пад Бурсе, Орхан је пожурио назад у Согут да обавести оца о својој великој победи. Кад је стигао до њега, одмах је позван код Османа, који је био у смртној постељи. Убрзо након што је Осман чуо вест, умро је природном смрћу. Међутим, Осман је успео да именује Орхана за његовог наследника, иако он није био Османов прворођени.

## Љубавни живот
Ране Османске победе и подвизи су омиљене теме османских и турских писаца, нарочито их занима љубавна прича Османа са Мал Хатун. Ова легенда је романтизована у неколико песама које су забележене у каснијим годинама. Османски писци су давали велики значај Османовој љубави према Малхун, што је било касније, током времена Мурата III па надаље названо "дивна концепција".

## Породица

### Супруге
- Рабиа Бала Малхун Хатун

### Мушка деца
- Орхан (1281-1362)
- Алеадин-паша
- Пазарли-Бег
- Чобан-Бег
- Хамид-Бег
- Мелик-Бег
- Савџи-Бег
- Принц Ертугрул

### Женска деца
- Фатма Хатун

## Популарна култура
Османов лик се појавио у следећим филмовима и серијама:
- Kuruluş "Osmancık" (1988)
- Освајање 1453 (2012)
- Diriliş: Ertuğrul (2014-2019)
- Kuruluş: Osman (2019-).

## Породично стабло
|  |                 |  |  |  |  |  |  |  |  |  |  |  |  |  |  |  |
|  | 8. Каја Алп     |  |  |  |  |  |  |  |  |  |  |  |  |  |  |  |
|  |                 |  |  |  |  |  |  |  |  |  |  |  |  |  |  |  |
|  |                 |  |  |  |  |  |  |  |  |  |  |  |  |  |  |  |
|  | 4. Сулејман Шах |  |  |  |  |  |  |  |  |  |  |  |  |  |  |  |
|  |                 |  |  |  |  |  |  |  |  |  |  |  |  |  |  |  |
|  |                 |  |  |  |  |  |  |  |  |  |  |  |  |  |  |  |
|  | 2. Ертугрул     |  |  |  |  |  |  |  |  |  |  |  |  |  |  |  |
|  |                 |  |  |  |  |  |  |  |  |  |  |  |  |  |  |  |
|  |                 |  |  |  |  |  |  |  |  |  |  |  |  |  |  |  |
|  | 5. Хајме Хатун  |  |  |  |  |  |  |  |  |  |  |  |  |  |  |  |
|  |                 |  |  |  |  |  |  |  |  |  |  |  |  |  |  |  |
|  |                 |  |  |  |  |  |  |  |  |  |  |  |  |  |  |  |
|  | 1. Осман I      |  |  |  |  |  |  |  |  |  |  |  |  |  |  |  |
|  |                 |  |  |  |  |  |  |  |  |  |  |  |  |  |  |  |
|  |                 |  |  |  |  |  |  |  |  |  |  |  |  |  |  |  |
|  | 3. Халиме Хатун |  |  |  |  |  |  |  |  |  |  |  |  |  |  |  |
|  |                 |  |  |  |  |  |  |  |  |  |  |  |  |  |  |  |
|  |                 |  |  |  |  |  |  |  |  |  |  |  |  |  |  |  |

- Територија Отоманских Бејлика током владавине Османа I.
- Илкан Махмуд Газан (на коњу), владар Анадолије на почетку Османове владавине. Касније су сви бегови били одани Осману.
- Behcetü't Tevârîh, један од отоманских извора који говори о Османовом пореклу.
- Осман као Каји бег, или емир.
- Османова генеологија, на основу различитих историчара, Ашикпашазадеа, Оруч бега, Енверија и Нешрија.
- Османова гробница.
- Капије тврђаве у Бурси.
- Монголски ратници.